# 燕儿岛
燕儿岛，又称燕儿岛角、燕岛，山东省青岛市市区的一个岬角，位于市南区辛家庄西南。

## 附近
从燕儿岛至太平角为浮山湾滩，是青岛市区主要海滩之一，浮山湾滩被其内部的三处礁石分隔为四处沙滩。燕儿岛附近分布有磁铁矿等海滨砂矿。